# Регулятор середовища
Регулятор середовища (рос. регулятор среды, англ. regulator of concentrating medium; нім. Regler m des Mediums) — речовина, що змінює властивості середовища. У збагаченні корисних копалин — флотаційний реаґент, а також реаґент при масляній аґломерації, флокуляції тощо, призначений для цілеспрямованого впливу на властивості флотаційного (аґломераційного, флокуляційного тощо) середовища (наприклад, рН) з метою створення необхідних сприятливих умов для дії інших реаґентів на той чи інший мінерал.